# PGC 8788
LEDA/PGC 8788, auch UGC 1773, ist eine spiralförmige Radiogalaxie im Sternbild Widder auf der Ekliptik. Sie ist schätzungsweise 164 Millionen Lichtjahre von der Milchstraße entfernt und hat einen Durchmesser von etwa 45.000 Lichtjahren. Vom Sonnensystem aus entfernt sich das Objekt mit einer errechneten Radialgeschwindigkeit von näherungsweise 3.600 Kilometern pro Sekunde.
Die Typ-II Supernova SN 2000G wurde hier beobachtet.
Sie ist Teil der acht Mitglieder zählenden Lyons Groups of Galaxies LGG 53 um NGC 877. 
Im selben Himmelsareal befinden sich unter anderem die Galaxien PGC 8694, PGC 1421314, PGC 1425428, PGC 1429195.